# Dictamnus albus
Dictamnus albus là một loài thực vật có hoa trong họ Cửu lý hương. Loài này được L. mô tả khoa học đầu tiên năm 1753.

## Hình ảnh

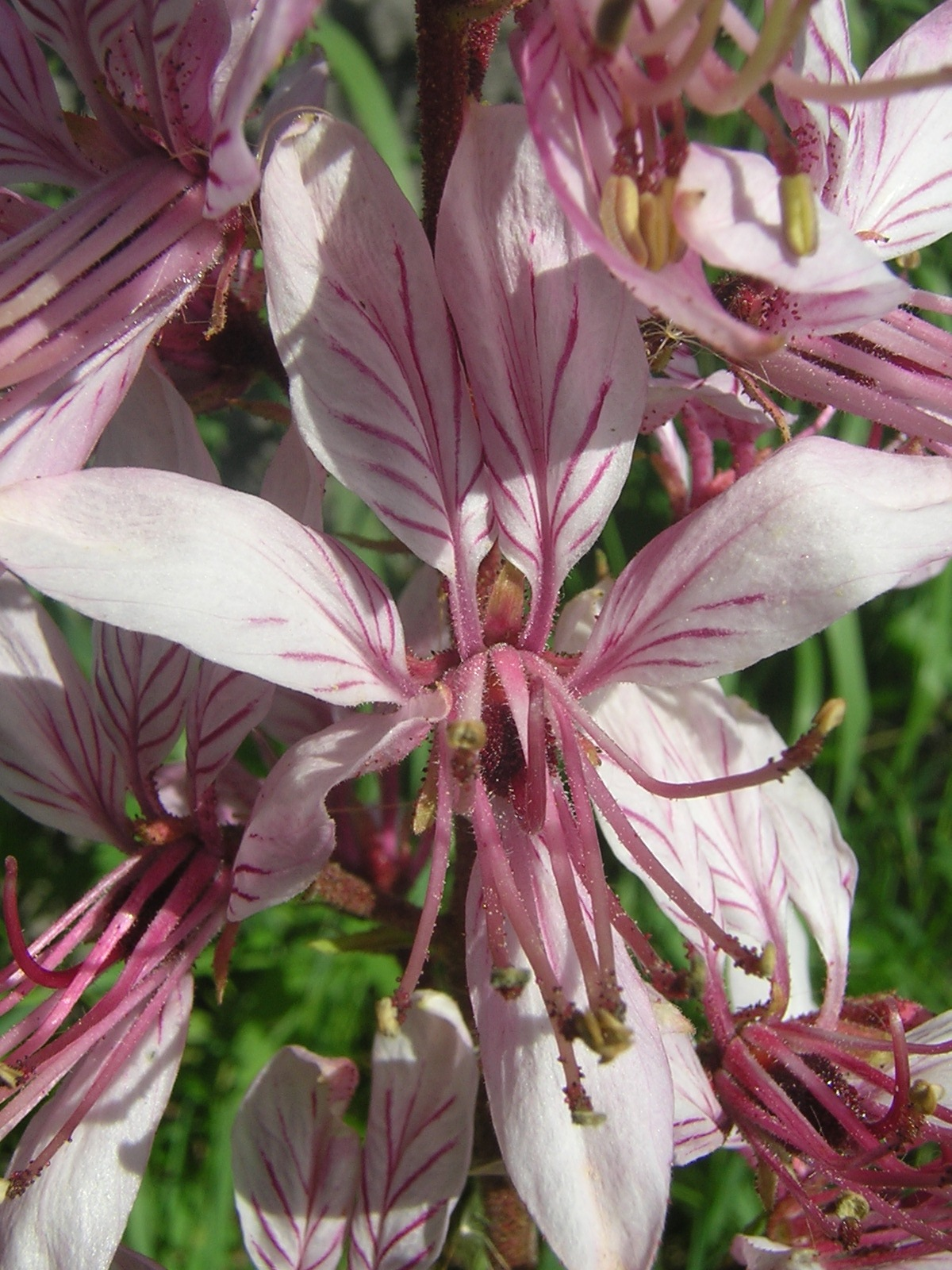
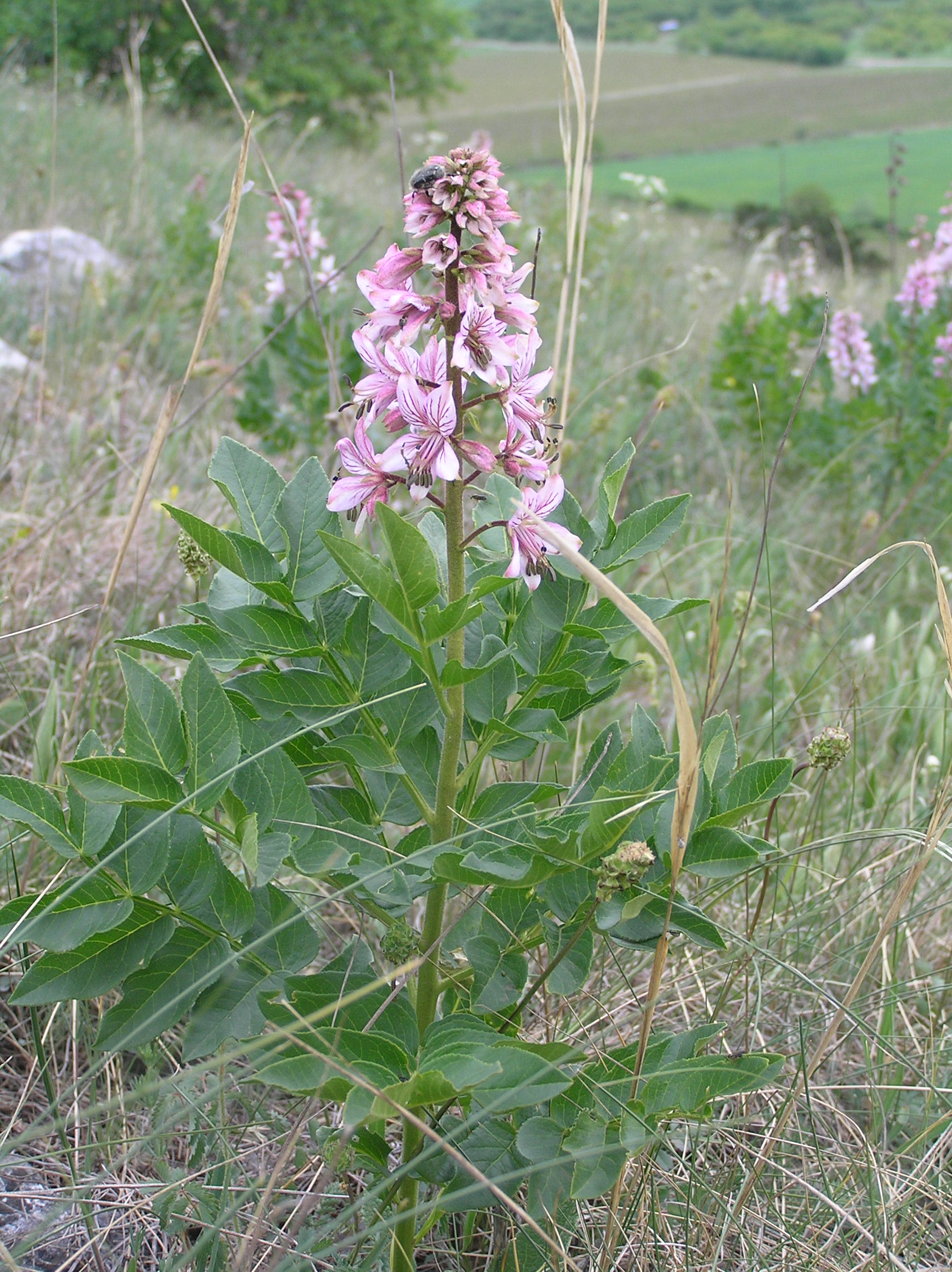
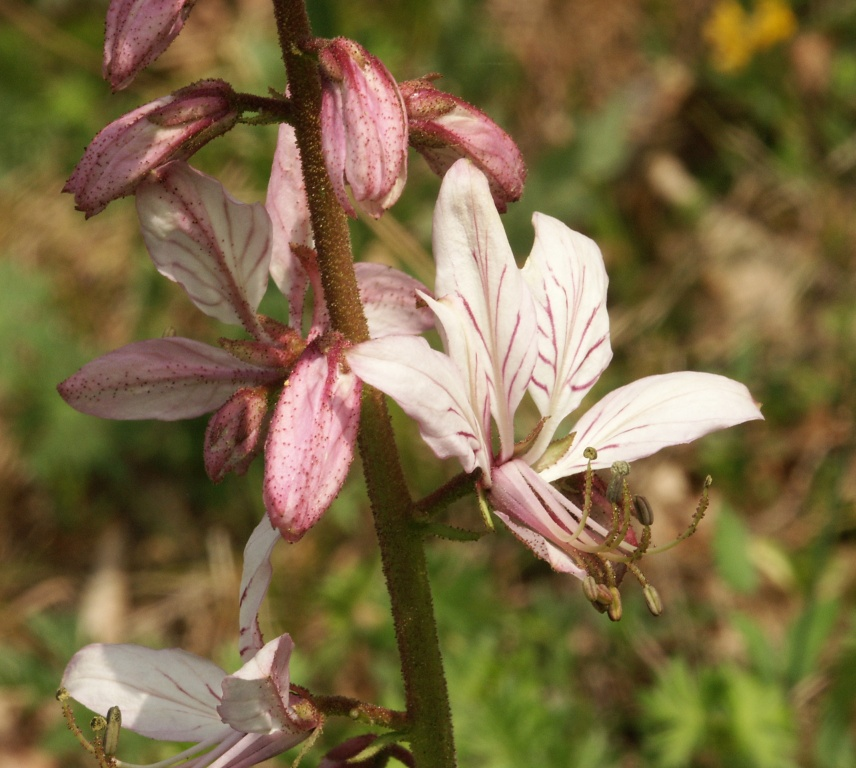
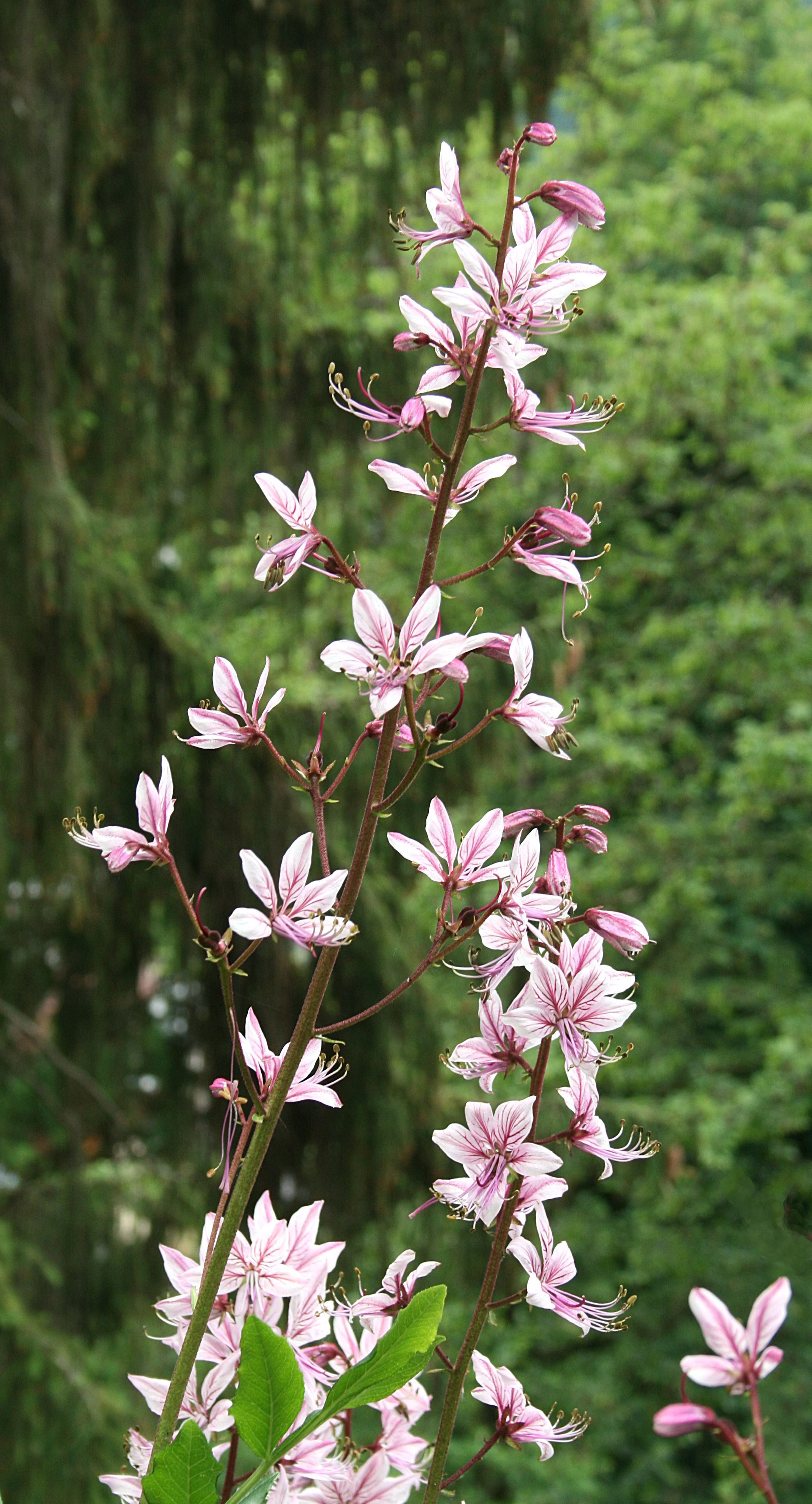
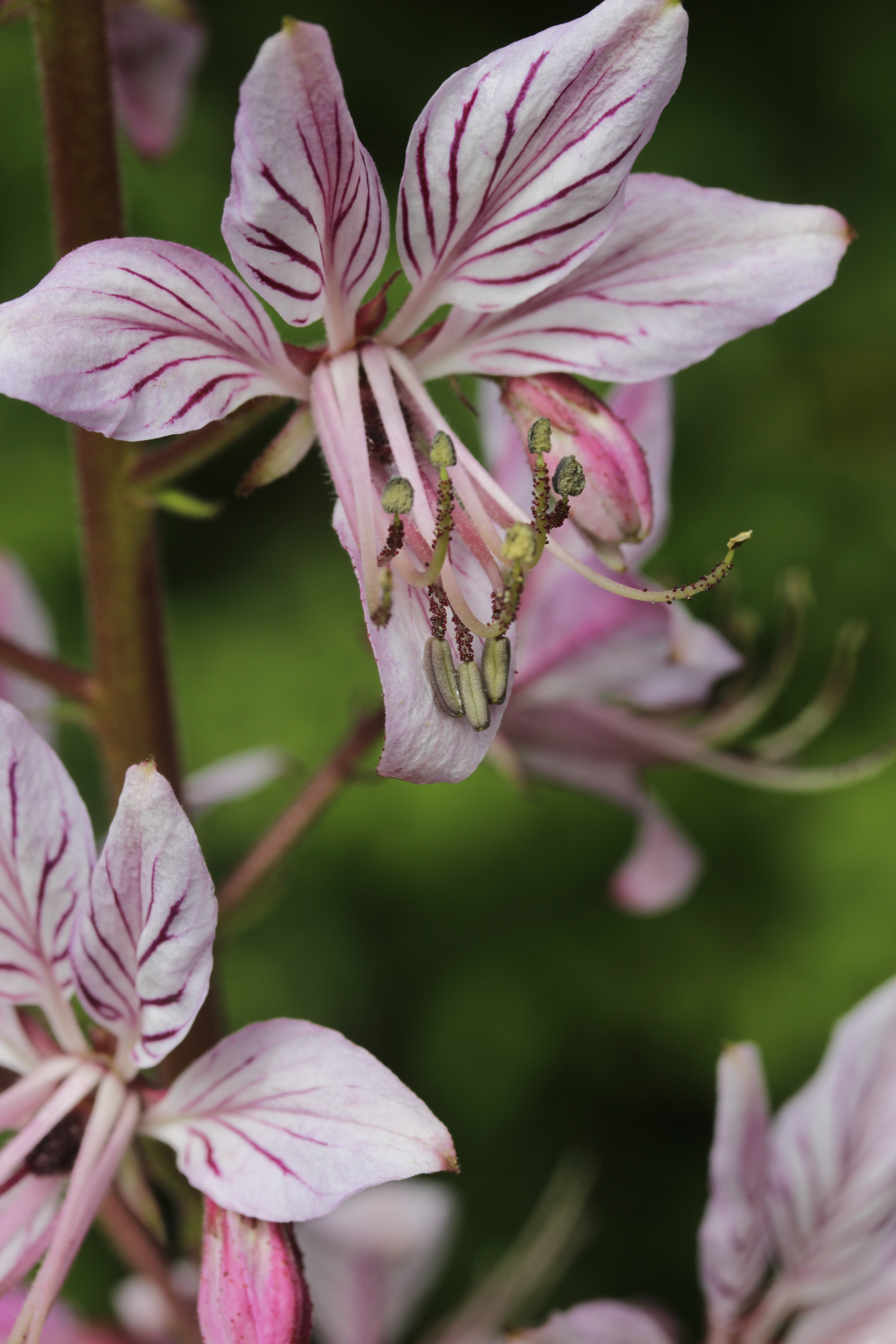
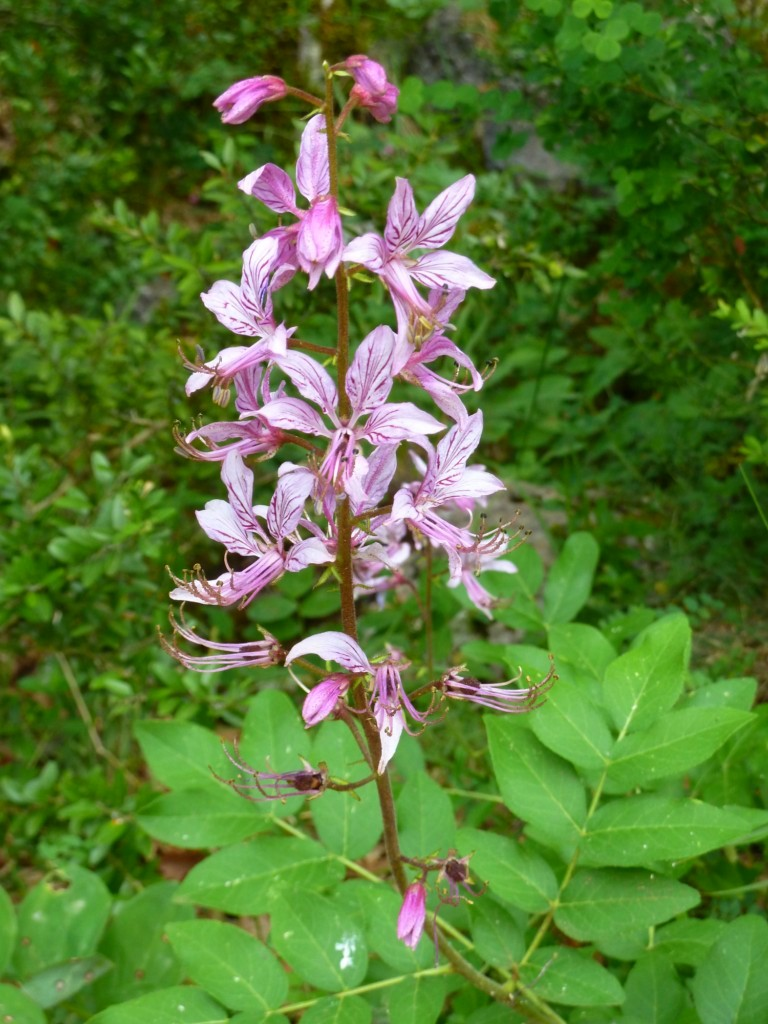
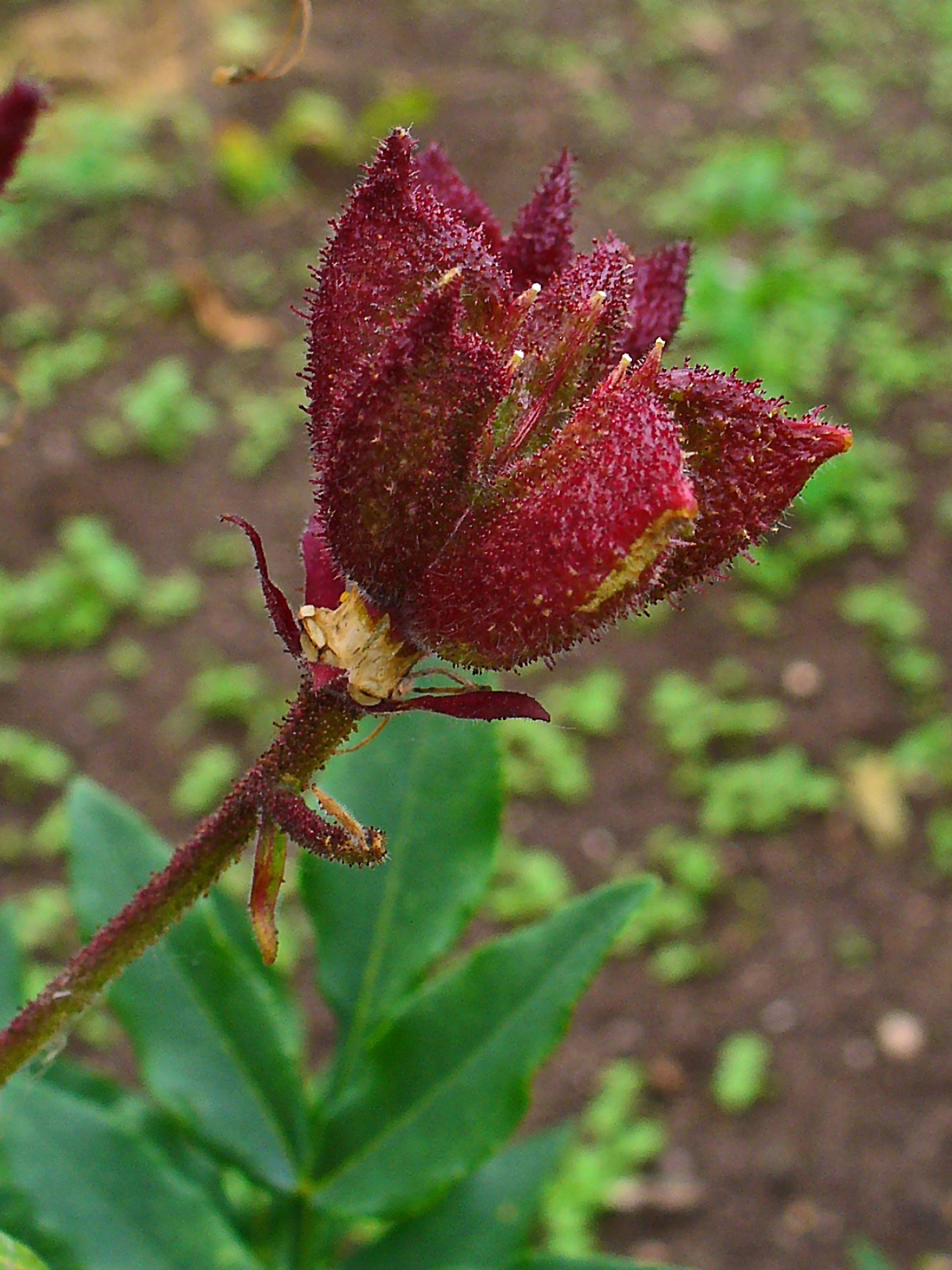
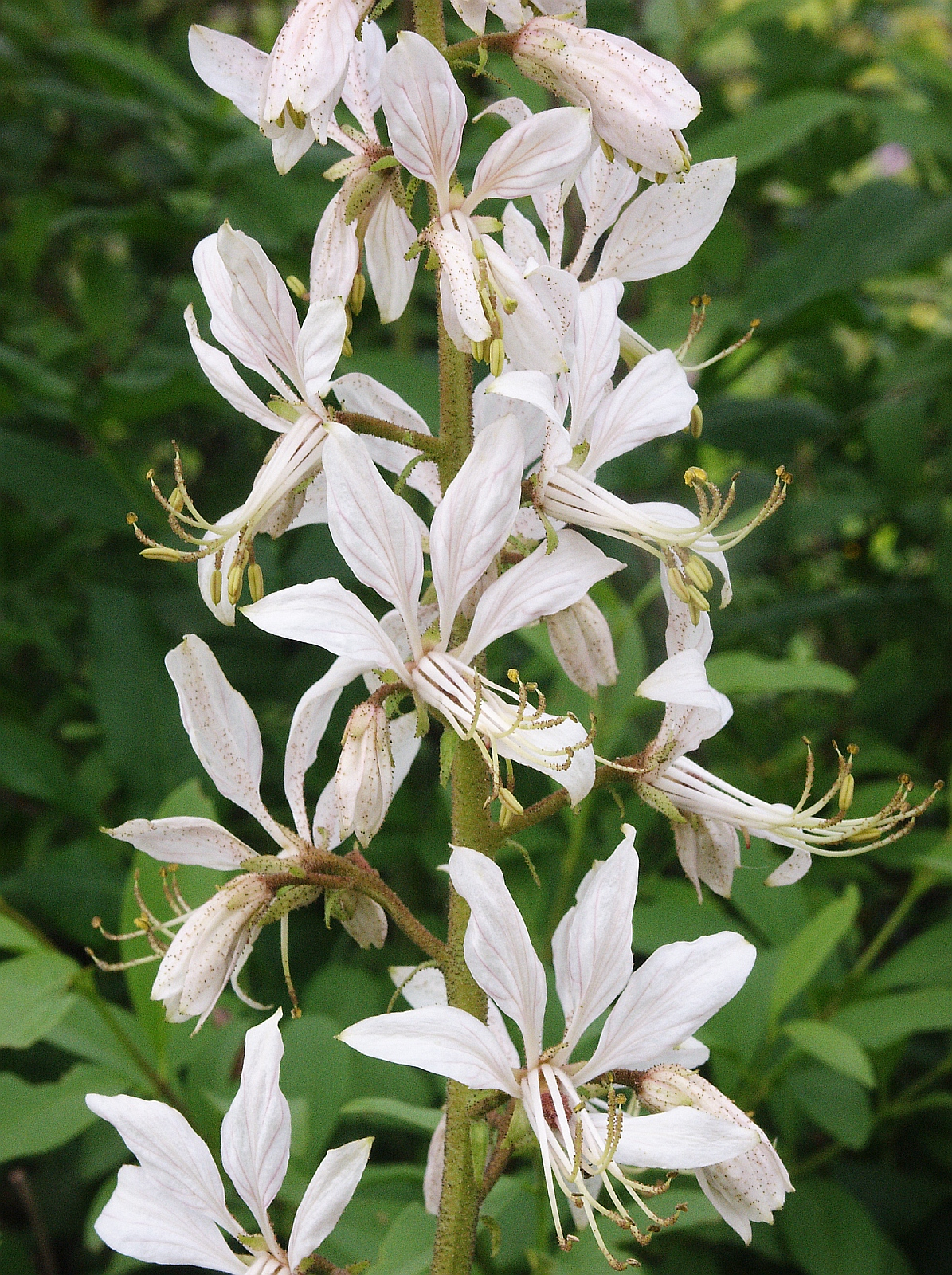
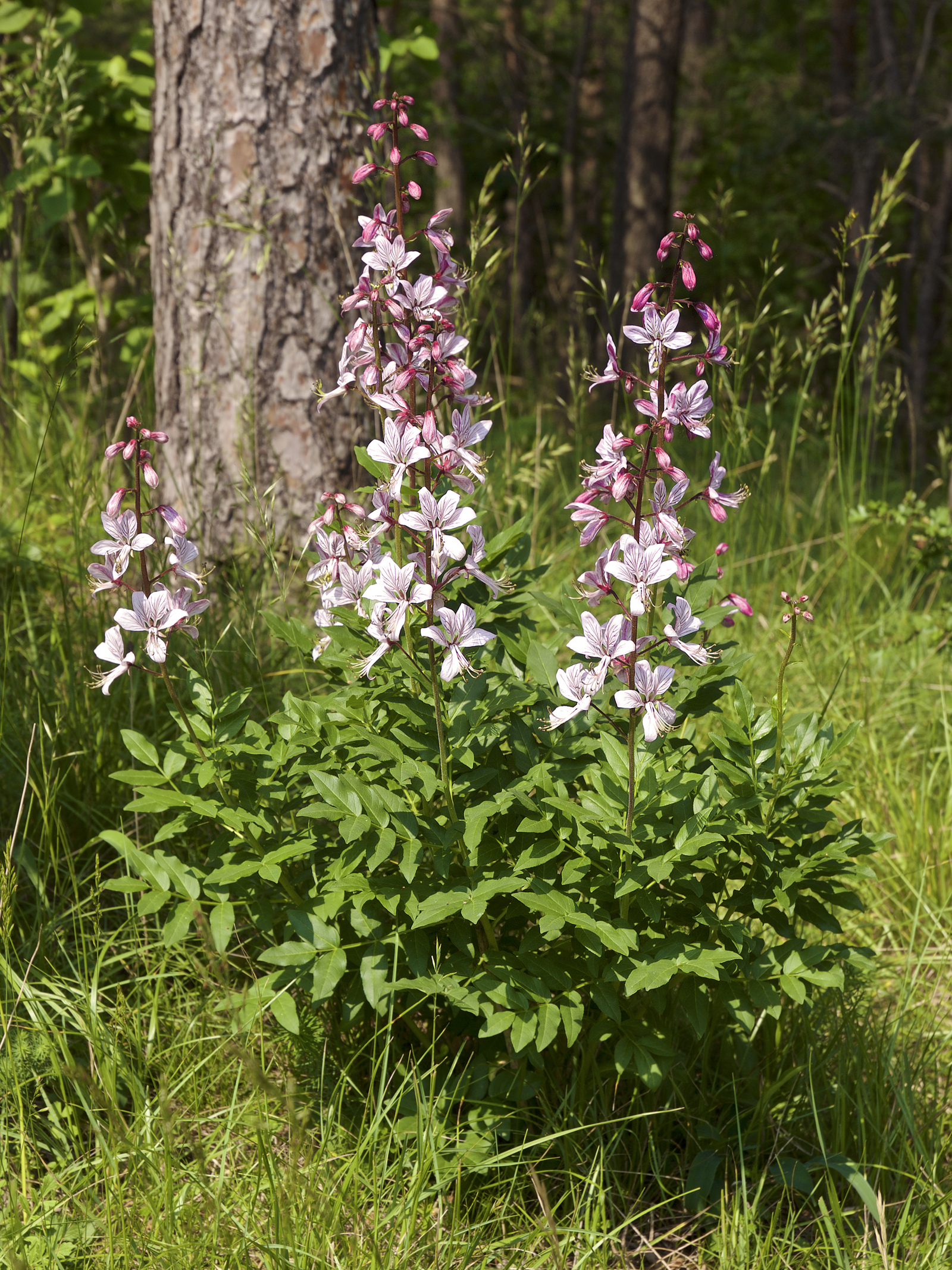
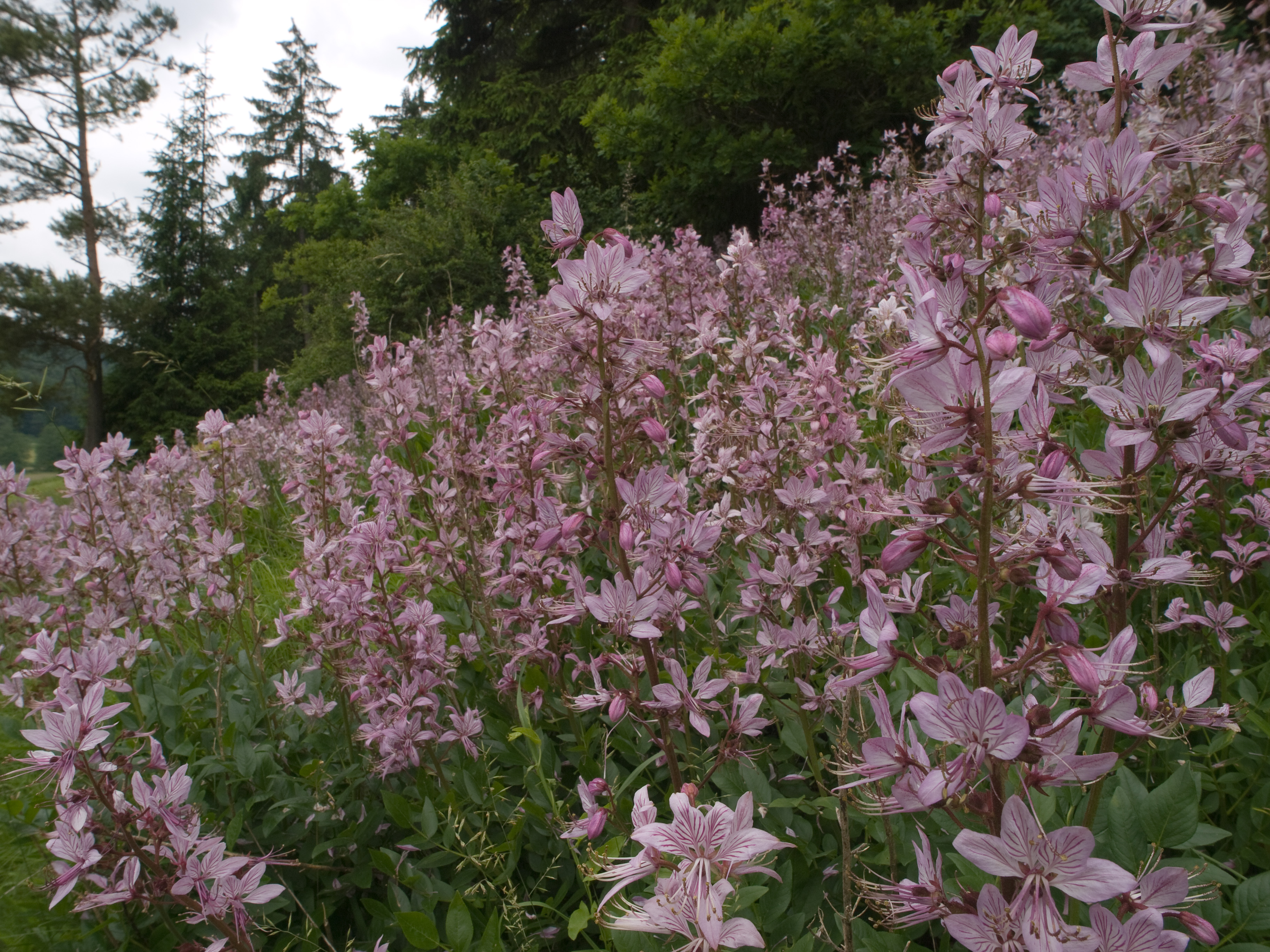
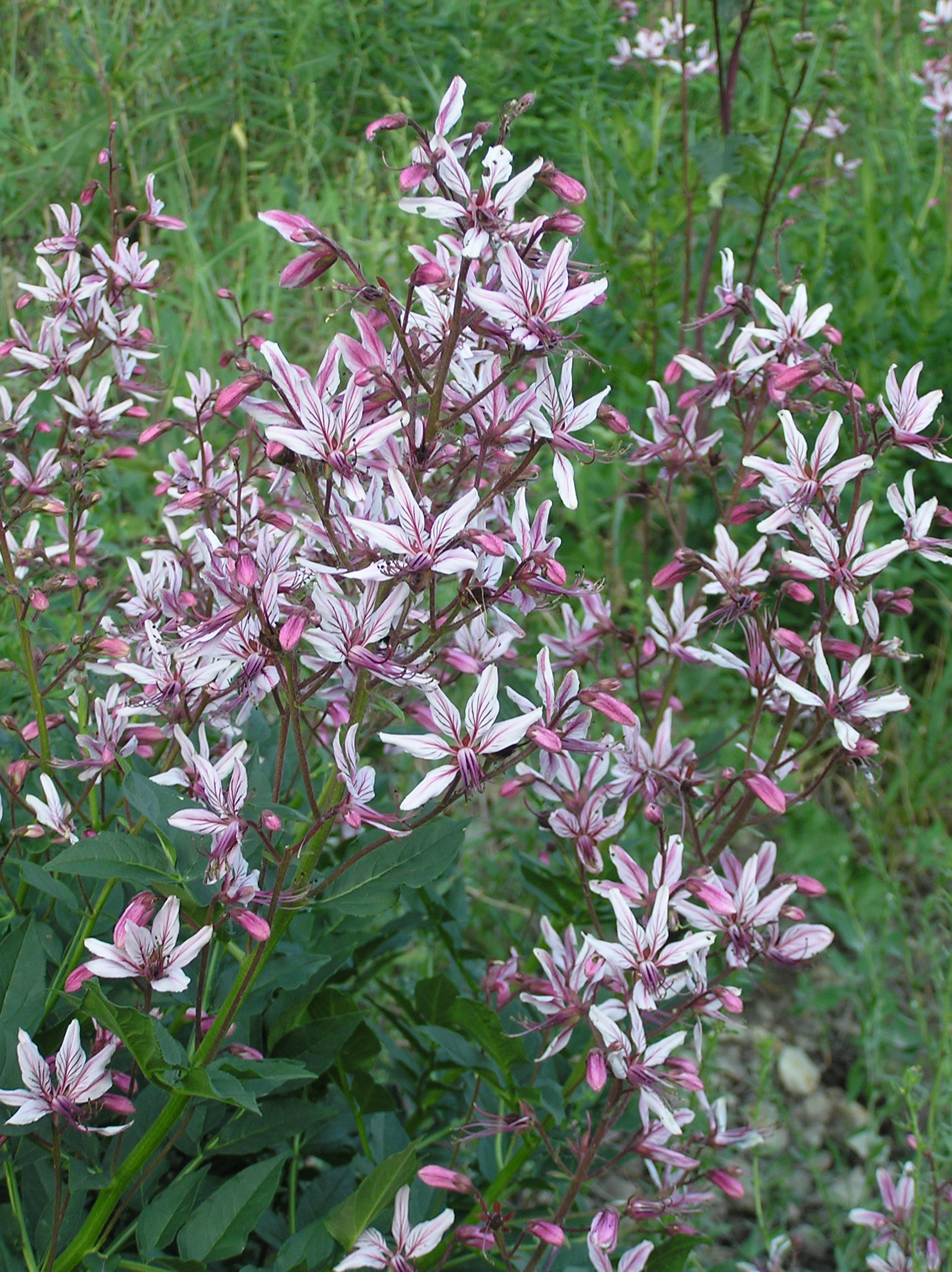